# Sedenia xeroscopa
Sedenia xeroscopa là một loài bướm đêm trong họ Crambidae.